# Valentines
Valentines és una entitat de població de l'Uruguai, ubicada a l'oest del departament de Treinta y Tres, limítrof amb Florida. Té una població aproximada de 100 habitants, segons dades del cens del 2004. Es troba a 250 metres sobre el nivell del mar. En aquesta zona hi ha jaciments de ferro, la qual cosa ha motivat interès a instal·lar el projecte Aratirí.